# اوفاننیو
اوفاننیو (به ایتالیایی: Offanengo) یک کومونه در ایتالیا است که در استان کریمونا واقع شده‌است.

## خصوصیات
اوفاننیو ۱۲٫۵ کیلومترمربع مساحت و ۵٬۸۷۵ نفر جمعیت دارد و ۸۰ متر بالاتر از سطح دریا واقع شده‌است.